# Karl Hermann Scheumann
Karl Hermann Scheumann (25 février 1881 à Metz - 28 avril 1964 à Bad Hersfeld) est un minéralogiste allemand du XXe siècle. Chercheur en minéralogie et pétrographie, il a laissé de nombreux ouvrages sur le sujet.

## Biographie
Karl Hermann Scheumann voit jour le 25 février 1881, à Metz, une ville de garnison animée d'Alsace-Lorraine. Il étudie à l'université de Leipzig. Scheumann devient bientôt assistant à l'institut de minéralogie, avant d'être diplômé en géologie minière, en 1913. Il prend part à la Première Guerre mondiale.
Assistant de recherche après guerre, Scheumann poursuit ses recherches de doctorat. En 1924, il est habilité à l'Université de Leipzig. L'année suivante, il est nommé professeur associé à l'Université de Giessen, puis à l'Université de Berlin, en 1926. En 1928, Scheumann est nommé professeur de minéralogie et de pétrographie à l'Université de Leipzig.
En 1946, Karl Hermann Scheumann est de nouveau nommé professeur de minéralogie et pétrographie à l'Université de Bonn. Ses recherches portaient sur les problèmes de dynamique dans la formation des roches métamorphiques, en particulier dans la formation des migmatites.
Karl Hermann Scheumann décéda le 28 avril 1964, à Bad Hersfeld en Hesse.

## Publications
Ses recherches portaient principalement sur la formation des roches métamorphiques, en particulier sur la formation des migmatites.
- Konvergenzerscheinungen am Rande des sächsischen Granulits, Berlin : Akademie-Verl., 1963 ;
- Die Stellung des Cordierits in metatektischen Granulitderivaten des sächsischen Granulitgebirges, Berlin : Akademie-Verl., 1961 ;
- Das Kornerupingestein von Waldheim in seinem genetischen Zusammenhang, Berlin : Akademie-Verl., 1960 ;
- Boudinagen und Mikroboudinagen im metagabbrischen Plagioklas-Amphibolit von Rosswein (Sächs. Granulitgebirge), Berlin : Akademie-Verl., 1956 ;
- Das Problem der Cordieritgneise im sächsischen Granulitgebirge, Leipzig : Hirzel, 1941 ;
- Franz Kossmat, Leipzig : Hirzel, 1939 ;
- Petrographische Beobachtungen über die Art und den Zeitpunkt der Münchberg-zwischengebirgischen Gneisüberschiebung, Leipzig : Hirzel, 1937 ;
- Die Rotgneise der Glimmerschieferdecke des sächsischen Granulitgebirges, Leipzig : Hirzel, 1935 ;
- Friedrich Rinne, Leipzig : Hirzel, 1933.
- Über Hornblendesynthesen bei niederen Drucken, Leipzig : Hirzel, 1933 ;
- Über die Bedeutung der mineralfaziellen Analyse für die Auffassung der metamorphen Gesteine, Leipzig : Hirzel, 1932 ;
- Die gesteins- und mineralfazielle Stellung der Metakieselschiefergruppe der südlichen Randzone des sächsischen Granulitgebirges, Leipzig : S. Hirzel, 1925 ;
- Petrographische Untersuchungen an Gesteinen des Polzengebietes in Nord-Böhmen, insbesondere über die Spaltungsserie der Polzenit-Trachydolerit-Phonolith-Reihe, Leipzig, 1913.
- Prävariskische Glieder der sächsisch-fichtelgebirgischen kristallinen Schiefer, Leipzig : Hirzel, 4 vol, Die granitführenden Konglomerate d. Oberdevons u. Kulms im Gebiete altkritalliner Sattelanlagen in Ostthüringen, 1924-1938.

## Sources
- Walther Killy ; Rudolf Vierhaus : Scheumann, Karl Hermann, in Deutsche Biographische Enzyklopädie, Poethen -Schlüter, volume 8, K.G. Saur, Munich, 2007 (p. 836)